# Gustave Flaubert
Gustave Flaubert (Rouen, 12 dicembre 1821 – Croisset, 8 maggio 1880) è stato uno scrittore francese.
Considerato il maestro del realismo nella letteratura francese, è conosciuto soprattutto per essere l'autore del romanzo Madame Bovary e per l'accusa di immoralità che questa opera gli procurò; tuttavia Flaubert viene ricordato in ambito letterario anche per opere quali L'educazione sentimentale e Salammbô, oltre che per la sua passione per lo stile e l'estetica.

## Biografia

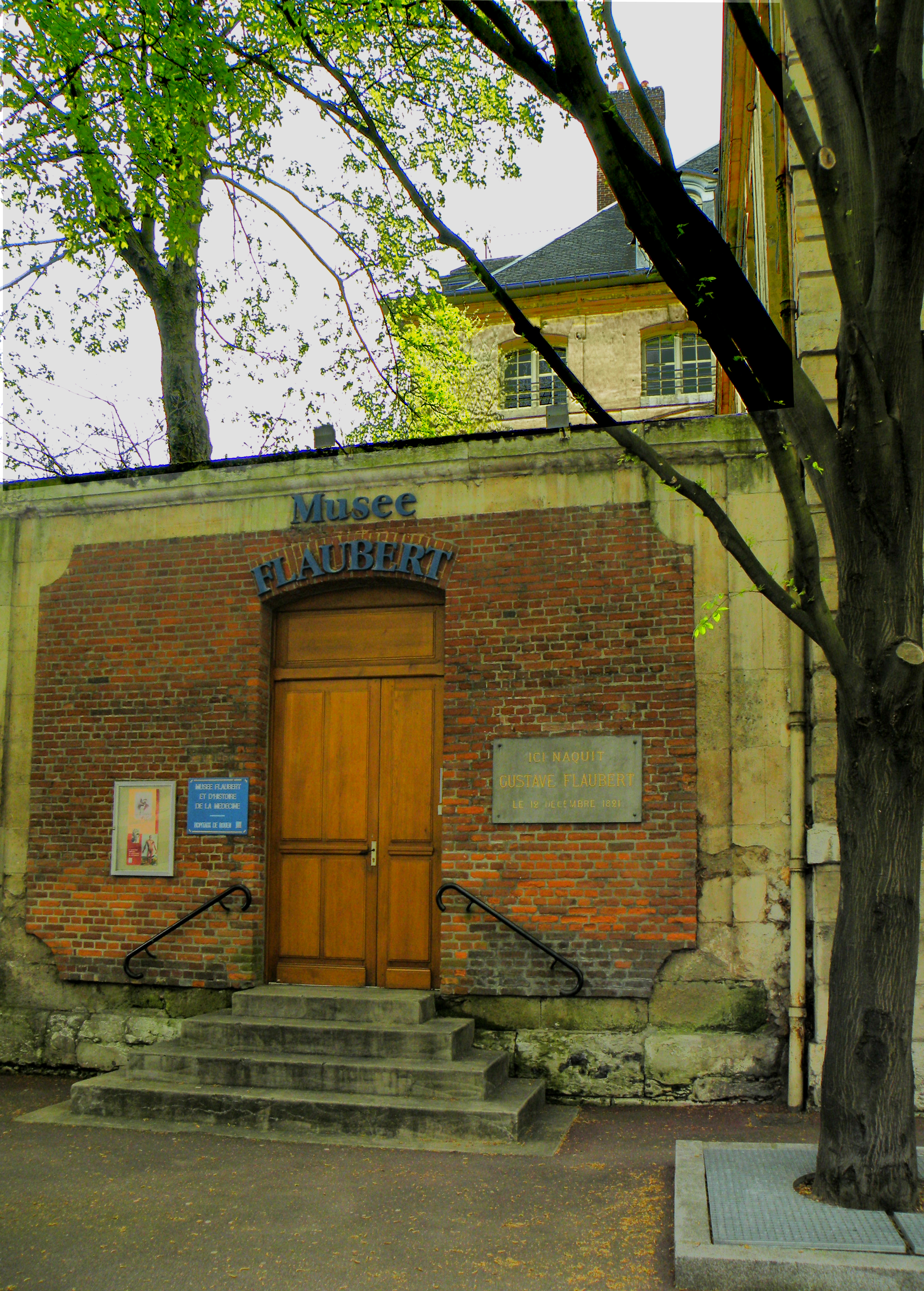
Casa natale di Flaubert a Rouen

Nato a Rouen nel 1821, Gustave è il figlio quintogenito del chirurgo Achille-Cléophas Flaubert (1784-1846), originario della Champagne e discendente da una famiglia di veterinari, e di Anne Justine Caroline Fleuriot (1793-1872), di stirpe normanna, la quale, rimasta orfana in tenera età, fu accolta come figlia dal cugino del padre (il medico Laumonier, primario dell'Hôtel-Dieu, l'ospedale locale).
I genitori si sposano nel 1812 e l'anno successivo hanno un primo figlio chiamato Achille come il padre, poi altri bambini, Caroline, Émile-Cléophas e Jules-Alfred, che muoiono presto, quindi Gustave e nel 1824 la sorella Caroline. Nel 1818 acquistano una proprietà a Déville-lès-Rouen, gestita con l'aiuto della domestica Julie (il cui vero nome era Caroline Hébert), molto legata a Gustave, al quale racconta molte favole. 
Di indole pigra e con qualche difficoltà d'espressione, il piccolo Gustave si lega molto all'amico Ernest Chevalier, con il quale si propone di scrivere a due e che cerca di rendere partecipe dei primi sogni letterari, immaginando continuamente personaggi e scrivendo dialoghi e lettere, fino alle prime prove concluse, che risalgono agli anni passati nel Collège Royal di Rouen (dal 1831).
Nel 1834 fonda una rivista manoscritta, chiamata «Art et progrès». Complessivamente non ha buoni voti e gli insegnanti riferiscono la sua trascuratezza ortografica e l'eccesso di fantasia. Eppure legge molto, opere di storici, classici e contemporanei della letteratura francese (come Michelet, Brantôme, Hugo, Dumas, Beaumarchais, Voltaire, Rabelais) e inglese (Shakespeare e Walter Scott), per esempio.
Durante le vacanze estive conosce diverse ragazze che lo colpiscono (tra cui Élisa Schlésinger, nata Foucault (1810-1888), di cui si innamora), ma l'inverno lo passa in solitudine a scrivere o con gli amici Alfred Le Poittevin (1816-1848) e Louis Bouilhet, con i quali condivide il linguaggio scurrile tipico dell'età e qualche personaggio di fantasia. Di qualche anno più grande, Le Poittevin lascia il collegio e va a dirigere il giornale locale «Le Colibri», sul quale Flaubert pubblica qualche racconto e dei ritratti letterari (dal 1837).
Ora legge Balzac, Montaigne e Byron, sviluppando uno spirito critico e un giudizio aspramente anticonformista, influenzato dalle parole degli amici e dalla vista delle operazioni chirurgiche dei vari medici amici del padre. Nel 1839 viene espulso dal collegio per insolenza e finisce l'ultimo anno di liceo preparandosi da privatista. Promosso al baccalaureato nell'agosto del 1840, parte per un viaggio premio al seguito di un amico medico del padre, visitando il sud della Francia (dove a Marsiglia ha una relazione clandestina con la bella creola Eulalie Foucaud, che gestisce l'albergo dove si ferma) e la Corsica, sognando tuttavia l'oriente.
Nel 1841, per volere del padre, si iscrive alla facoltà di diritto di Parigi dove si trasferisce l'anno successivo, ma rientra subito a Rouen, decidendo di proseguire gli studi in casa. Da questo momento alterna periodi nella città natale con altri nella capitale, inquieto, annoiato, famelico, con ristrettezze economiche che mal si adattano alle persone che frequenta, tra cui il nuovo amico Maxime Du Camp. A causa del manifestarsi di una forma di epilessia, rivelatasi nel 1844, abbandona gli studi universitari e si dedica alla letteratura, in particolare a L'educazione sentimentale (1845).
Il padre nel frattempo rivende la proprietà di famiglia e fa ristrutturare una casa a Croisset, oggi nel comune di Canteleu, alcuni chilometri a valle di Rouen, il fratello Achille è diventato a sua volta medico, e la sorella Caroline sposa un vecchio compagno di collegio di Gustave, tale Émile Hamard. Durante il loro viaggio di nozze, accompagnati dai genitori di lei e da Gustave (che cerca di ritrovare i suoi amori, scoprendo che si sono trasferiti altrove) vanno anche a Genova, dove rimane colpito da un quadro di Bruegel raffigurante La tentazione di S. Antonio. In seguito alla morte del padre e della sorella (nel 1846), che lascia una bambina neonata (chiamata anche lei Caroline), tutto sembra crollare e Gustave si ritira con la madre e la nipotina a Croisset (ma tiene per sé anche un piccolo appartamento a Rouen), dove passerà gran parte della sua vita.

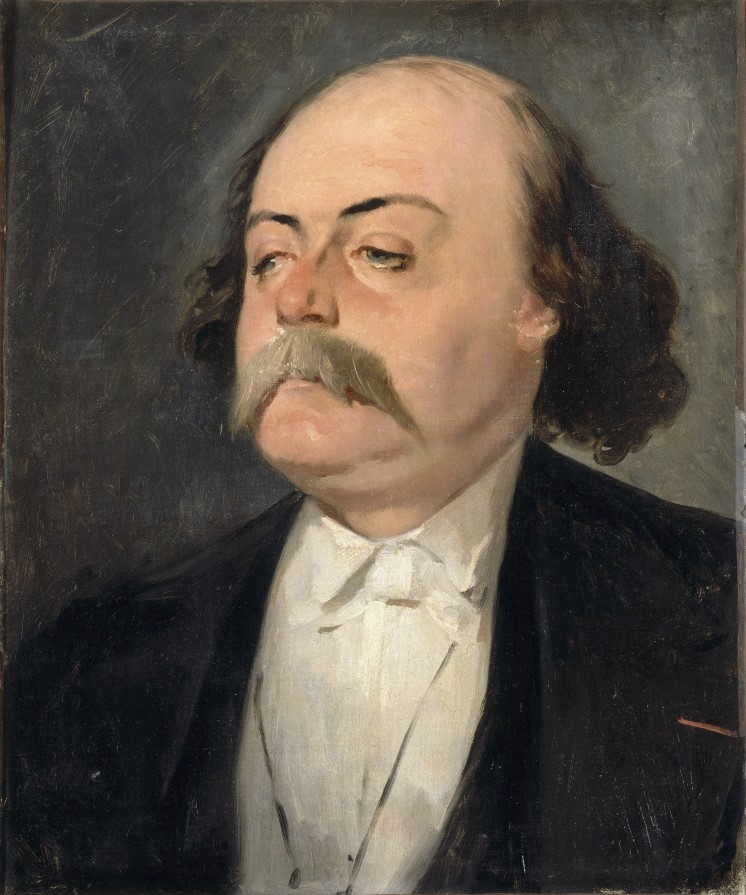
Flaubert in un ritratto di Eugène Giraud

Durante una visita a Parigi nel luglio 1846, conosce la poetessa Louise Colet (nata Revoil), sposata a un flautista e amante del filosofo Victor Cousin, frequentatrice dei migliori salotti e spregiudicata. I due hanno subito una relazione molto coinvolgente, portata avanti fra contrasti dovuti in particolare al desiderio di indipendenza di Gustave, che conduce una vita giovanile abbastanza libertina, fino al 1855. Nel 1847 Flaubert, durante un viaggio con Maxime Du Camp, scrive un taccuino dal titolo Par les champs et par les grèves, pubblicato solo postumo. I due, percorrendo lunghi tratti a piedi o in carrozza, raggiungono la Bretagna e la Normandia.
Intanto il cognato dà segni di squilibrio: spende moltissimo, millanta di fare l'attore, rivuole la figlia Caroline, ma non gli viene concessa perché ritenuto pericoloso. L'amico Alfred Le Poittevin, invece, si è sposato e ha lasciato Rouen (morirà presto alcolizzato, con grande dolore da parte di Flaubert), però Gustave ritrova il vecchio compagno di collegio Louis Bouilhet, che ha abbandonato medicina e ha aperto una scuola per bambini con difficoltà. I due diventano quasi inseparabili e parlano molto di letteratura e dei fatti politici che stanno accadendo. Nel 1848 a Parigi, arrivano ad armarsi di fucili e a seguire la folla, assistono alla proclamazione della repubblica, ma poi perdono presto l'entusiasmo rientrando in provincia.

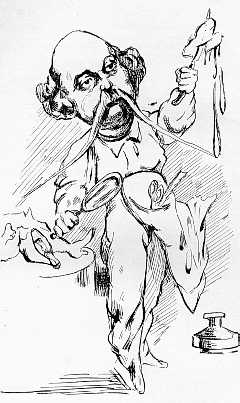
Caricatura di Flaubert che "disseziona" Madame Bovary

Passando attraverso varie redazioni, Flaubert ha intanto scritto L'éducation sentimentale (1843-1845), opera con la quale dà un'approfondita descrizione della società francese di quegli anni. Si è impegnato nella redazione della Tentation de saint Antoine, il cui avvio risale al 1839 e che giunge a conclusione solo nel 1874. Nel 1849, tra dubbi e rimorsi per aver lasciato la madre, viaggia con Du Camp verso «oriente»; arrivano in Egitto, navigano sul Nilo, poi visitano Gerusalemme, Damasco, Tripoli, Beirut, Costantinopoli, Atene e il Peloponneso.
Quindi Napoli (dove dopo molto tempo si taglia la barba) e Roma dove la madre, impaziente di aspettarlo, lo raggiunge. Con la madre si reca poi a Firenze e a Venezia (Du Camp torna direttamente a Parigi). Tornato dal viaggio, Flaubert riprende in mano il suo capolavoro, Madame Bovary; frutto di una lunga gestazione, dal 1837 al 1856, rappresentando l'insoddisfazione della giovane moglie di un medico di provincia che sogna una vita diversa, affascinante e capace di appagarla sul piano dei sentimenti; la sua meta è Parigi, mentre il disgusto per il marito goffo, rozzo e dalla «conversazione piatta come un marciapiede» la travolge.
Tutta la casa si riorganizza attorno al lavoro di Gustave: la madre, la domestica, il cameriere, la nipote rispettano i suoi riposi e gli eccessi. Lui scrive fino a tardi, torna sulle frasi molte volte, recita ad alta voce, si fa ossessionare dal libro; ne scrive a Louise Colet che vorrebbe si vedessero, però lui si rifiuta e la respinge fino agli ultimi incontri deludenti di novembre 1853 e febbraio 1854 a Parigi. La corrispondenza tra i due continua, ma senza vincoli affettivi, e all'inizio del 1855 lui nemmeno l'avverte di una sua visita in città. Lei viene a saperlo, si presenta in albergo ma non lo trova, gli lascia diversi biglietti, ma ormai è la rottura definitiva. La pubblicazione del romanzo su «La Revue de Paris» tra tagli, note d'autore, polemiche, tentativi di censura e discussioni porta Gustave a doversi difendere davanti al tribunale per offesa al buon costume.
Il 7 febbraio 1857 la sentenza d'assoluzione lo trova spossato più che felice; confida a un amico di non avere più voglia di pubblicare. Tuttavia il contratto per la pubblicazione in volume era firmato da tempo e il romanzo esce in aprile, in due volumi, presso l'editore Michel Lévy. Tornato alle sue abitudini di Croisset, si dedica a Salammbô, romanzo ambientato nell'antica Cartagine (per scrivere il quale fa ancora un viaggio in Tunisia). Ormai è famoso e frequenta il bel mondo (compreso il salotto di Mathilde). L'uscita del libro (il 20 novembre 1862), gode di un successo sociale e finanziario immediato, superiore a Madame Bovary e ispirò persino la moda del tempo. Tuttavia, non tutti lo apprezzano: il seguitissimo critico Sainte-Beuve, per esempio, che aveva ammirato il precedente, ne scrive male, lo considera enfatico, plateale, inutilmente erudito.
Se la stampa è feroce, alcuni colleghi scrittori lo difendono, tra questi Théophile Gautier, Victor Hugo, Charles Baudelaire, Leconte de Lisle, George Sand ecc. Nel 1864, su suo consiglio e di Madame Flaubert, l'adorata nipote Caroline si sposa con un commerciante di legnami, tale Ernest de Commanville, e lascia Gustave solo con la madre. La nipote si era innamorata del suo insegnante d'arte, ma venne convinta a preferire un "buon partito" dall'impeccabile reputazione borghese. Con la ferrovia Parigi è più facile da raggiungere, e la mondanità di Flaubert è al massimo. In questo periodo è come se avesse una doppia personalità: a Croisset quasi un selvaggio solitario e nella capitale un vero viveur. Frequenta soprattutto i fratelli Edmond e Jules de Goncourt, e diviene amico di George Sand, che gli dedica il suo romanzo Dernier amour, e gli fa visita più volte a Croisset, dove Flaubert ha ripreso in mano e riscritto da capo L'educazione sentimentale.
Il libro esce nel 1869, poco dopo la morte dell'amico Louis Bouilhet, e il trasloco del pied-à-terre parigino da Boulevard du Temple a Rue Murillo. Nuovamente la critica lo stronca e ora anche i colleghi evitano di parlarne (ma Émile Zola lo difende). Ci vorrà molto tempo perché anche questo romanzo venga considerato un capolavoro. 
Dopo la guerra franco-prussiana, che causa il crollo del Secondo Impero francese, Flaubert commenta duramente i fatti della Comune di Parigi (1871); scrivendo a George Sand afferma di considerarla «l'ultima manifestazione del medioevo». Dichiarando di odiare la democrazia che è, secondo lui, «la negazione del diritto», si augura per la Francia «un governo di mandarini [...] un'aristocrazia legittima», dal momento che «il popolo è un eterno minorenne». Se la prende con l'istruzione: «Il sogno della democrazia è di elevare il proletario al livello di stupidità del borghese», così che «l'istruzione pubblica non farà che aumentare il numero degli imbecilli [...] l'istruzione primaria ci ha dato la Comune». Quanto al suffragio universale, esso «è più stupido del diritto divino». Monarchico, parteggia però più per l'orleanismo e Filippo VII che per il legittimista Enrico V, tra i due pretendenti che l'Assemblea Nazionale prende in considerazione nel 1873, prima di riconfermare la repubblica.
Finita la guerra, durante la quale ha dovuto viaggiare e abbandonare Croisset ai prussiani, nel 1871 può tornare a casa, ma la madre è sempre più malata e nell'aprile del 1872 muore. L'ammirazione di un giovane Guy de Maupassant (figlio della sorella di Alfred Le Poittevin e scrittore da guidare nei primi passi) lo aiuta a non cadere in depressione.

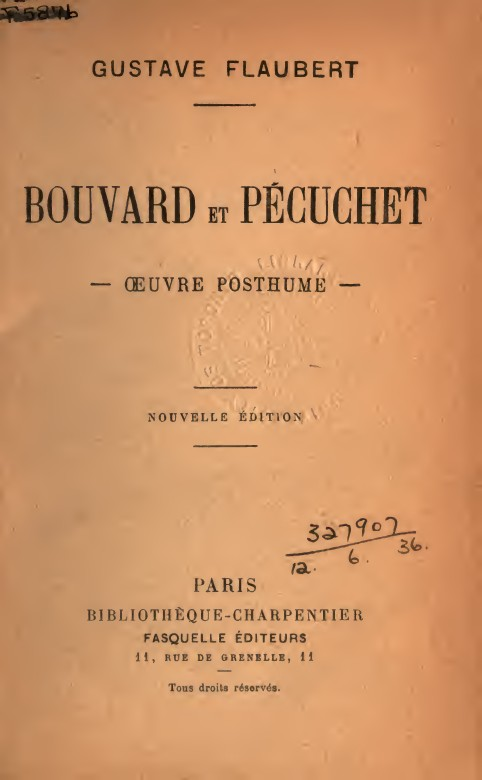
Frontespizio di Bouvard et Pécuchet

Poi si reca in visita a Nohant (oggi Nohant-Vic), da George Sand, con Turgenev. Sospende la scrittura di Bouvard et Pécuchet, che verrà infine lasciato incompleto, e prova a dedicarsi al teatro, scrivendo le pièces de Il sesso debole (1873), che non viene accettata per la rappresentazione, e del Candidato (1874), che è un vero fiasco (Flaubert deve persino rimborsare le prenotazioni).
Nel 1874 pubblica finalmente La tentazione di Sant'Antonio, ma nuovamente la critica lo stronca oppure lo ignora. Ha anche problemi economici a causa delle speculazioni azzardate del marito della nipote. Deve perciò lasciare la casa di Rue Murillo per abitare in un piccolo appartamento del Faubourg Saint-Honoré, accanto alla nipote (che però vive più stabilmente a Dieppe). Flaubert è sempre più smarrito, frequenta solo pochi amici, è ossessionato dai suoi e dai loro lutti continui (tra gli altri muore anche George Sand), ma scrive i Tre racconti (stampati nel 1877 in volume, questa volta la critica è indulgente, ma i lettori sono pochi).
Gli amici Alphonse Daudet, Edmond de Goncourt, Ivan Turgenev e Juliette Adam tentano di fargli avere un posto di bibliotecario, ma la loro raccomandazione viene intercettata e diventa pubblica. Flaubert si vergogna che si venga a sapere delle sue difficoltà e segue la vicenda dal letto di Croisset, dove è costretto per una gamba rotta. Intanto il marito di Caroline deve vendere la segheria (c'è il rischio che neanche questo ripaghi i debiti e si debba vendere la casa di Croisset), il fratello Achille, sopravvissuto a un colpo apoplettico, si è ritirato dal lavoro e vive a Nizza.

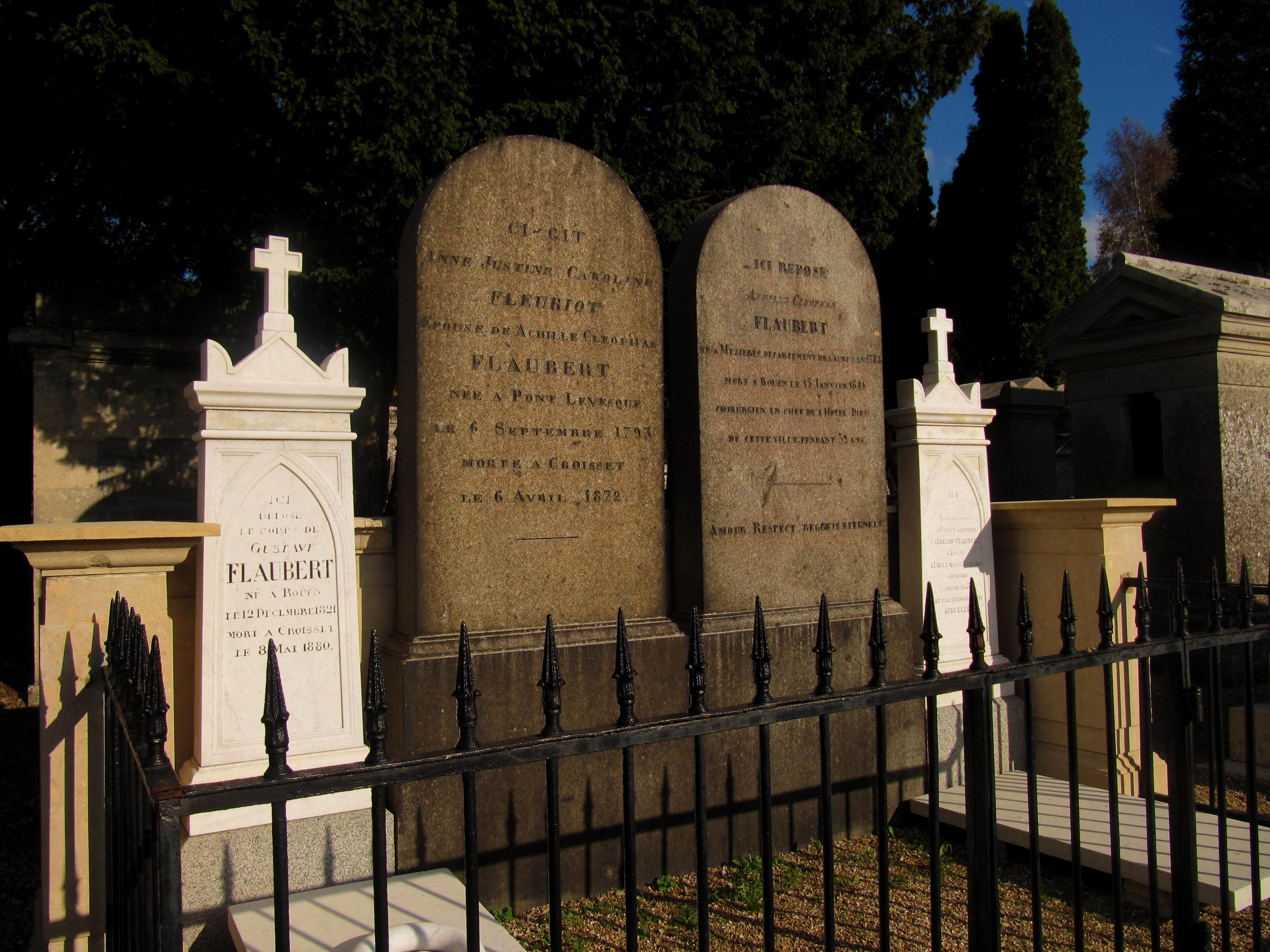
Tomba di Flaubert e della famiglia al Cimetière Monumental, Rouen

Ciononostante Flaubert si rimette al lavoro su Bouvard e Pécuchet, ma improvvisamente l'8 maggio del 1880, dopo aver fatto un bagno caldo, con le valigie pronte per tornare a Parigi, muore, probabilmente per un'emorragia cerebrale. Il «discepolo» Maupassant arriva subito e Flaubert viene sepolto a Rouen in presenza di pochi amici.

## Cose che parlano

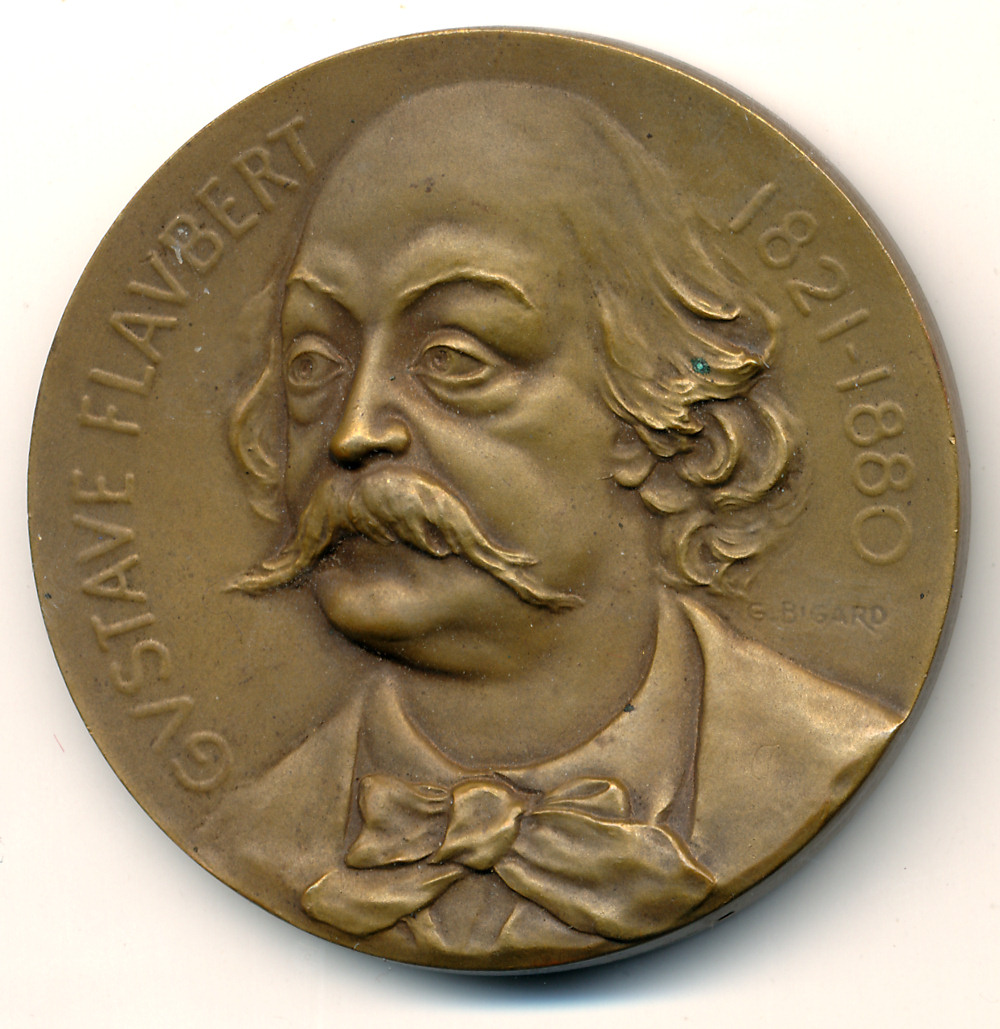
Medaglia con l'effigie di Flaubert, opera di Gaston Bigard. Bronzo, 50mm (1921)

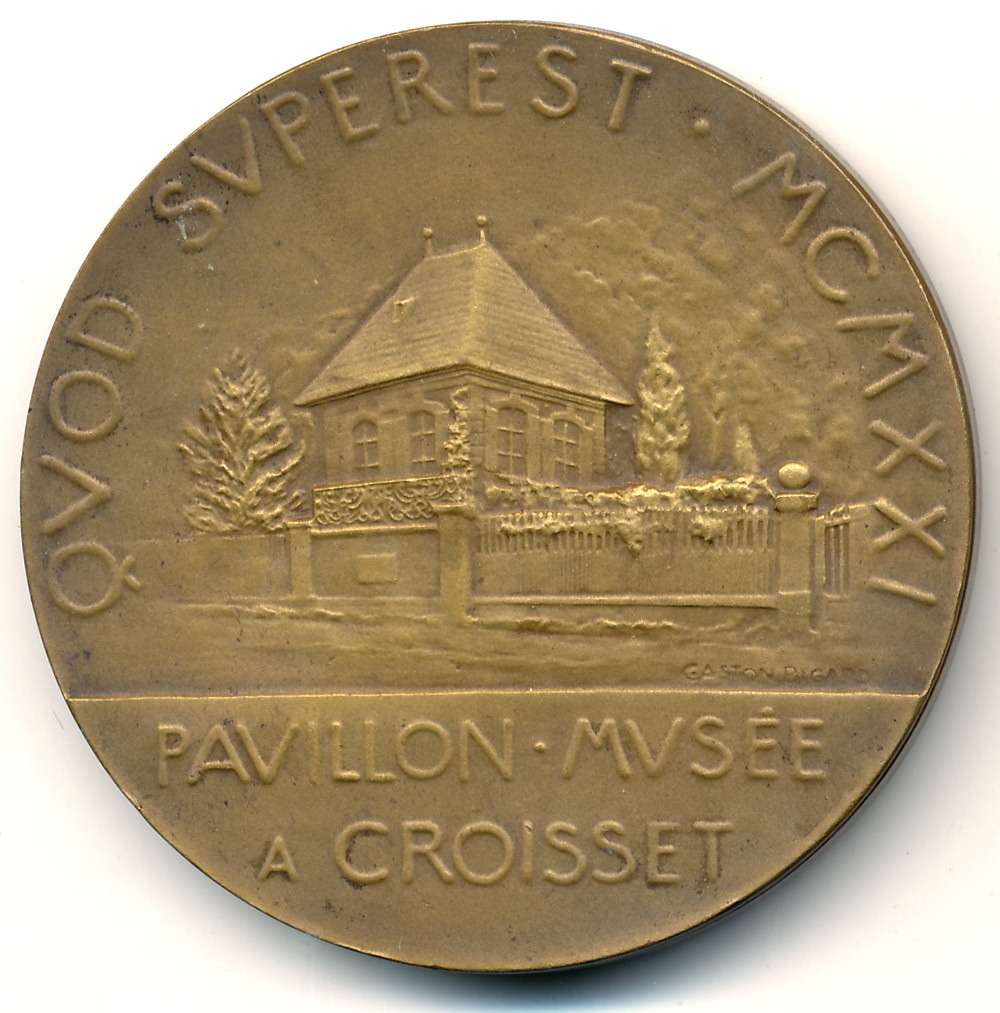
Retro della medaglia: il "Pavillon-musée" a Croisset.

La lezione letteraria dell'autore di L'educazione sentimentale è che nel romanzo «occorre far parlare le cose,.... far sì che dicano la loro realtà,... far sì che dicano la loro verità».
Erich Auerbach (noto critico letterario) lo definisce efficacemente quel «realismo naturale» che comporta grandi novità nel romanzo moderno:
- la scomparsa del narratore-onnisciente, che parlava al di sopra dei personaggi, in terza persona, e guidava il lettore nei primi romanzi dell'Ottocento, per diventare un osservatore del mondo esterno su cui modella i propri personaggi e le scene del romanzo, perdendosi in descrizioni meticolose di particolari (intere pagine dedicate a descrivere un oggetto)
- l'abbandono della dottrina delle tre unità aristoteliche per cui il romanzo e qualunque opera artistica dovevano essere verosimili e pertanto non seguire unità di tempo, di luogo, di azione.

Il realismo francese vede la verosimiglianza nell'avere uno spazio descritto realisticamente e dei personaggi ben tipizzati, al di là di un tempo in scena o di un numero di pagine assegnato a parti del romanzo in proporzione ad una loro durata effettiva: ovvero il romanzo può anche essere dispersivo, svolgersi in più luoghi anche contemporaneamente e in più giorni, mentre prima poteva svolgersi in un solo luogo, in un solo giorno con una trama molto lineare.

## Opere
- Memorie di un pazzo (1838)
- Smarh (1839)
- Novembre (1842)
- L'educazione sentimentale (versione del 1845)
- La tentazione di Sant'Antonio (versione del 1849)
- Madame Bovary (1857)
- Salammbô (1862)
- L'educazione sentimentale (1869)
- Il sesso debole (opera teatrale, 1873)
- Il candidato (opera teatrale, 1874)
- La tentazione di Sant'Antonio (1874)
- Tre racconti (1877)
  - Un cuore semplice
  - La leggenda di san Giuliano Ospitaliere
  - Erodiade
- Il castello dei cuori (opera teatrale, 1880)
- Bouvard et Pécuchet (incompiuto e pubblicato postumo nel 1881)
- Dizionario dei luoghi comuni o Catalogo delle idee chic (pubblicato postumo nel 1913)
- L'album della marchesa

## Edizione Gallimard delle opere complete
- Œuvres complètes, I. Œuvres de jeunesse, a cura di Claudine Gothot-Mersch e Guy Sagnes, 2001 (Bibliothèque de la Pléiade, n. 479), 1760 pp.

Louis XIII - [Trois pages d'un cahier d'écolier] - Les Soirées d'étude - Narrations et discours - Opuscules historiques - La Fiancée et la Tombe - La Grande Dame et le Joueur de vielle - Un Parfum à sentir - Chronique normande du Xe siècle - La Femme du monde - Un Secret de Philippe le Prudent - La Peste à Florence - Bibliomanie - Rage et impuissance - La Dernière Heure - Une Leçon d'histoire naturelle (genre «commis») - La Main de fer - Rêve d'enfer - «Quidquid volueris» - Passion et vertu - Loys XI - Agonies - La Danse des morts - Ivre et mort - Les Mémoires d'un fou - Rome et les Césars - Étude sur Rabelais - Smar - Les Funérailles du docteur Mathurin - Mademoiselle Rachel - Pyrénées-Corse - [Cahier intime de 1840-1841] - Novembre - L'Éducation sentimentale [versione 1845] - [Voyage en Italie]
- Œuvres complètes, II. 1845-1851, a cura di Claudine Gothot-Mersch, 2013 (Bibliothèque de la Pléiade, n. 36), 1680 pp.

Par les champs et par les grèves - Appendici: [Carnets de Bretagne] - Des pierres de Carnac et de l'archéologie celtique - La Tentation de saint Antoine [versione 1849] - Appendici: Les Trois Grands Scénarios de «La Tentation de saint Antoine» - Voyage en Orient - Appendici: Listes des bagages - Scénario du début du «Voyage en Orient» - Notes concernant l'Égypte (estratti) - [Chant de la courtisane] - Ébauche de fiction poétique - Deux anecdotes - Louis Bouilhet, «Kuchiuk-Hanem, souvenir» - L'Atelier de Flaubert: Les Sept Fils du derviche, conte oriental - Ébauches et scénarios de théâtre - Scénarios de récits
- Œuvres complètes, III. 1851-1862, a cura di Claudine Gothot-Mersch, 2013 (Bibliothèque de la Pléiade, n. 37), 1360 pp.

Pierrot au sérail - La Tentation de saint Antoine [versione 1856] - Madame Bovary - Réquisitoire, plaidorie et jugement du procès intenté à l'auteur - Appendici: L'incipit du roman dans les manuscrits - Transcription de l'épilogue - Épisodes supprimés - Plan d'Yonville - Mémoires de Mme Ludovica. Salammbô - Appendici: [Voyage en Algérie et en Tunisie] - Les Scénarios - Le «Chapitre explicatif» - Résumé de «Salammbô» - La Querelle de «Salammbô» - Polybe, «Histoire», I, XIV-XVIII. La Guerre des Mercenaires - L'Atelier de Flaubert: Une nuit de Don Juan - La Spirale - Ballet - Scénarios des carnets de travail, n. 2 e n. 19
- Œuvres complètes, IV. 1863-1874, a cura di Gisèle Séginger, 2021 (Bibliothèque de la Pléiade, n. 657), 1376 pp.

Le château des cœurs - L'Éducation sentimentale [versione 1869] - Préface aux «Dernières chansons» de Louis Bouilhet - Lettre à la municipalité de Rouen - Le sexe faible - Le candidat - Appendici: esquisses, scénarios, brouillons, plans, listes, réception amicale et critique - L'Atelier de Flaubert
- Œuvres complètes, V. 1874-1880, a cura di Stéphanie Dord-Crouslé, Anne Herschberg Pierrot, Jacques Neefs e Pierre-Louis Rey, 2021 (Bibliothèque de la Pléiade, n. 658), 1744 pp.

La Tentation de saint Antoine [versione 1874] - Trois contes: Un coeur simple - La Légende de saint Julien l'Hospitalier - Hérodias - Bouvard et Pécuchet: chapitres I à X, [Pour le «Second volume»] (Scénario, Citations «Pour la copie», Le Catalogue des idées chic, Le Dictionnaire des idées reçues) - Appendici: scénarios, brouillons, plans, croquis, notes de lecture
- Correspondance:

I. Janvier 1830 - Mai 1851, a cura di Jean Bruneau, 1973 (Bibliothèque de la Pléiade, n. 244), 1232 pp.
II. Juillet 1851 - Décembre 1858, a cura di Jean Bruneau, 1980 (Bibliothèque de la Pléiade, n. 284), 1568 pp.
III. Janvier 1859 - Décembre 1868, a cura di Jean Bruneau, 1991 (Bibliothèque de la Pléiade, n. 374), 1744 pp.
IV. Janvier 1869 - Décembre 1875, a cura di Jean Bruneau, 1997 (Bibliothèque de la Pléiade, n. 443), 1504 pp.
V. Janvier 1876 - Mai 1880, a cura di Jean Bruneau e Yvan Leclerc, 2007 (Bibliothèque de la Pléiade, n. 539), 1584 pp.
Index, a cura di Jean-Benoît Guinot e Yvan Leclerc, 2007, 496 pp.

## Edizioni italiane
- Bouvard e Pécuchet, a cura di Bruno Nacci, Milano, Garzanti 1991
- Tutti i romanzi, collana I Mammut, a cura di Massimo Colesanti, Roma, Newton Compton, 1996.
- Opere, a cura di Giovanni Bogliolo, 2 volumi, «I Meridiani» Mondadori, Milano 1997-2001 ISBN 978-88-04-47793-8.
- Lettere a Louise Colet, a cura di Maria Teresa Giaveri, Feltrinelli, Milano 1984, poi come Lettere d'amore a Louise Colet: 1846-1848, Se, Milano 2008.
- Il normanno e il moscovita: lettere 1863-1880 (con Ivan Turgenev), a cura di Marina Balatti, Archinto, Milano 1987.
- Fossili di un mondo a venire: carteggio (con George Sand), a cura di Vito Sorbello, Aragno, Torino 2004.
- L'opera e il suo doppio. Dalle lettere, a cura di Franco Rella, Fazi, Roma 2006.
- Viaggio in Oriente, tr. Maria Ortiz, Mancosu, Roma 1993.
- Attraverso i campi e lungo i greti, a cura di Enrico Groppali, Mondadori, Milano 1995.
- Viaggio in Egitto, prefazione di Luca Pietromarchi, tr. Olimpia Antoninetti e Carlotta Prada, Ibis, Como 1991.
- Viaggio nei Pirenei e in Corsica, a cura di Ispano Roventi, Mobydick, Faenza 2001.
- Cinque lettere dall'Egitto, a cura di Maurizio Ferrara, Passigli, Firenze 2007.
- La tentazione di sant'Antonio, a cura di Bruno Nacci, Milano, Carbonio, 2023

## Onorificenze
In onore a Flaubert è stato intitolato il cratere Flaubert, sulla superficie di Mercurio.

## Film tratti da opere di Flaubert
Lista non esaustiva di film tratti dall'opera di Flaubert:
- Hérodiade, regia di Georges Hatot e Victorin-Hippolyte Jasset - cortometraggio (1910)
- Madame Bovary, regia di Jean Renoir, con Valentine Tessier (1933)
- Madame Bovary, regia di Gerhard Lamprecht, con Pola Negri (1937)
- Madame Bovary, regia di Carlos Schlieper, con Mecha Ortiz (1947)
- Madame Bovary, regia di Vincente Minnelli, con Jennifer Jones (1949)
- Salambò, regia di Sergio Grieco (1960)
- L'educazione sentimentale (L'éducation sentimentale), regia di Alexandre Astruc, con Jean-Claude Brialy (1962)
- Madame Bovary, regia di Rex Tucker, con Nyree Dawn Porter (serie TV, 4 episodi) (1964)
- Madame Bovary, regia di Hans-Dieter Schwarze, con Elfriede Irrall (film TV) (1968)
- I peccati di Madame Bovary (Die nackte Bovary), regia di Hans Schott-Schöbinger, con Edwige Fenech (1969)
- Sentimental Education, regia di David Maloney, con Robert Powell (miniserie TV, 3 puntate) (1970)
- L'éducation sentimentale, regia di Marcel Cravenne (miniserie TV, 5 puntate) (1973)
- Madame Bovary, regia di Rodney Bennett, con Francesca Annis (miniserie TV, 4 puntate) (1975)
- Un cuore semplice, regia di Giorgio Ferrara (1977)
- Madame Bovary, regia di Daniele D'Anza, con Carla Gravina (miniserie TV, 6 puntate) (1978)
- Bouvard et Pecuchet, regia di Jean-Daniel Verhaeghe, con Jean Carmet e Jean-Pierre Marielle (film TV) (1989)
- Madame Bovary, regia di Claude Chabrol, con Isabelle Huppert (1991)
- Madame Bovary, regia di Tim Fywell, con Frances O'Connor (film TV) (2000)
- Toutes les nuits, regia di Eugène Green (2001)
- Un cœur simple, regia di Marion Laine, con Sandrine Bonnaire (2008)